# 鲁德涅韦
魯德涅韋（烏克蘭語：Ру́днєве），又按俄语名譯为魯德涅沃（俄语：Руднево）是烏克蘭東北部蘇梅州科諾托普區普季夫利市镇内的村落。距離奧里希夫卡1公里，海拔高度147米，2001年該村落人口768。